# Pao-Lu Hsu
Pao-Lu Hsu, auch Xu Bao-Lu oder Xu Baolu, (* 1. September 1910 in Peking; † 18. Dezember 1970 ebenda) war ein chinesischer Mathematiker, der sich mit Wahrscheinlichkeitstheorie und Statistik befasste.

## Leben
Xu Bao-Lu stammte aus einer Mandarin-Familie in Hangzhou. Er ging in Peking zur Schule und begann 1928 ein Chemiestudium an der Universität Yangjing und ab 1930 Mathematik an der Universität Tsing Hua mit dem Bachelor-Abschluss 1933. Danach war er Assistent an der Universität Peking. Seine erste Veröffentlichung erfolgte 1935 über Topologie im Bulletin of the American Mathematical Society. 1936 absolvierte er Prüfungen, die ihm eine Fortsetzung des Studiums in England am University College bei Egon Pearson, Ronald Aylmer Fisher und Jerzy Neyman erlaubten. 1938 wurde er Lecturer, erhielt 1938 einen Ph.D. und 1940 einen D. Sc. In seinen ersten Veröffentlichungen in den Statistical Research Memoirs, die von Egon Pearson und Jerzy Neyman herausgegeben wurden, behandelte er das Behrens-Fisher-Problem und optimale Schätzer für die Varianz im Rahmen des Satzes von Gauß-Markow. 1940 ging er bei Kriegsausbruch wieder nach China, wurde Professor an der Universität Peking, machte aber harte Zeiten durch (Hunger). 1943/44 stand er in Briefwechsel mit Neyman. 1945 besuchte er die USA und nahm am ersten Berkeley Symposium über Wahrscheinlichkeit und Statistik teil, lehrte an der Universität Berkeley, an der Columbia University und 1946/47 an der University of North Carolina, wo er Associate Professor war, bevor er 1947 wieder als Professor nach Peking ging. Abraham Wald und andere versuchten mehrfach vergeblich ihn in den USA zu halten. Schon ab den 1950er Jahren verschlechterte sich sein Gesundheitszustand stark, was ihn zwar in den Vorlesungen behinderte, seine wissenschaftliche Arbeit führte er aber bis zu seinem Tod fort.
Er befasste sich unter anderem mit Matrizentheorie in der Statistik (Multivariate Analyse) und zuletzt mit der Anwendung algebraischer Kodierungstheorie im Design von Experimenten.